# Condado de Arapahoe
O Condado de Arapahoe (em inglês:  Arapahoe County) é um dos 64 condados do estado americano do Colorado. A sede do condado é Littleton e sua maior cidade é Aurora. Foi fundado em 1 de novembro de 1861.
O condado possui uma área de 2 086 km², dos quais 2 067 km² estão cobertos por terra e 19 km² por água, uma população de 572 003 habitantes, e uma densidade populacional de 276,7 hab/km² (segundo o censo nacional de 2010). É o terceiro condado mais populoso do Colorado.